# ティボル・ガライ
ティボル・ガライ（洪: Tibor Gallai、1912年7月15日 - 1992年1月2日
）は、ハンガリーの数学者。組合せ数学、とりわけグラフ理論の功績で知られ、ポール・エルデシュとは生涯の友人、協力者であった。デネス・ケーニヒの生徒でラースロー・ロヴァースのアドバイザを務めた。また、 ハンガリー科学アカデミーの1991年の準会員。

## 主な功績
エドモンズ–ガライの分解定理はガライとジャック・エドモンズが独自に証明した定理で、マッチングの観点で有限グラフについて述べている。ガライはまた、アーサー・ミリグラムとともに1947年にディルワースの定理を証明したが、発表を躊躇した。そのため、その結果は現在ディルワースに帰されている。
他に、ガライはファン・デル・ヴェルデンの定理の高次元への拡張を最初に証明した。
ポール・エルデシュともに、ガライは数列がグラフの次数列となる十分条件と必要条件に関する定理、エルデシュ–ガライの定理を示した。